# 華固建設
華固建設股份有限公司（Huaku Development Co., Ltd.），（簡稱華固建設、華固），（臺證所：2548），是一家台灣的大型連鎖建築工程公司。

## 發展簡史
華固建設成立於1989年，起初資本額為新台幣3,000萬元，2000年5月證期會核准股票上櫃，2000年7月正式掛牌交易，2002年8月上櫃轉上市掛牌交易。
2013年華固與財政部國有財產署簽訂台北市景美財政部財政人員訓練所土地開發案合約，以新台幣13.88億元拿下華固首筆地上權案，承攬建造三棟財政部新大樓以及五棟住宅大樓，這是國有財產署首次引進民間力量活化國有土地的成功案例，
響應新北市政府「工業區立體化」政策，2020年華固建設於新莊斥資18.47億元興建地上12層、地下2層的廠辦大樓，提供工作機會，捐贈公益空間及750萬元給新北市政府社會局設置公共托育中心，預計於2022年4月完工，將引入電子、通訊、網路IC等高科技產業進駐，有助地方發展及增長新北產業能量。

## 外部連結
- （繁體中文） 華固建設 （页面存档备份，存于）
- （繁體中文） 台灣公司資料